# Welcome (álbum de Santana)
Welcome es un álbum del grupo de rock Santana, publicado en 1973. 

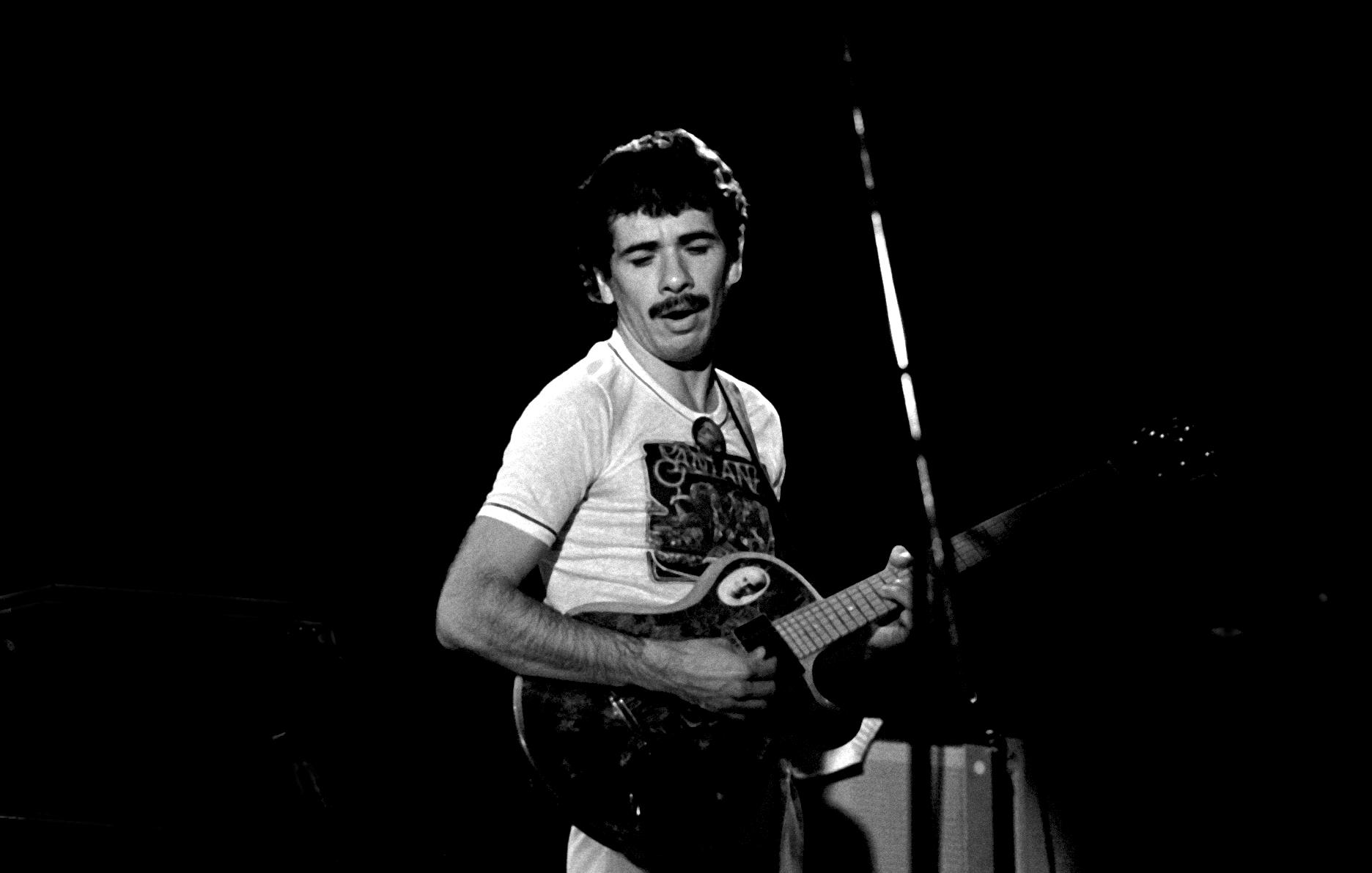
Carlos Santana en un concierto en Hamburgo en 1973.

## Características
Welcome continúa la línea de jazz-fusión marcada por el disco precedente, Caravanserai. 

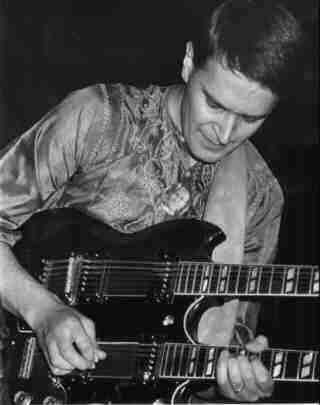
John McLaughlin en el Zirkus Krone, de Múnich (Alemania Occidental), el 13 de abril de 1973.

La banda sufrió algunos cambios de personal: Neal Schon abandonó el grupo, para incorporarse a Journey, igual que Gregg Rolie, sustituido por los teclistas Tom Coster y Richard Kermode; se incorporó el vocalista Leon Thomas y como colaboradores, contaron con el guitarrista John McLaughlin, quien había colaborado ya con Carlos Santana en el disco de este "Love, Devotion, Surrender", Jules Broussard (saxo soprano), y Joe Farrell (flauta travesera). Welcome también contó con la participación de la viuda de John Coltrane, Alice, como arreglista del tema que abría el disco, "Going Home", así como con Flora Purim, que había sido esposa del percusionista Airto Moreira, como cantante. Debido a su carácter experimental y jazzístico, no hubo singles.
En 2003, se reeditó el disco con un tema adicional, "Mantra", que se había grabado durante una jam session de Tom Coster, Carlos Santana, y Mike Shrieve.

## Lista de temas

### Cara 1
1. "Going Home" ( Espiritual tradicional usado por Dvořák en la "Sinfonía del Nuevo Mundo"; arreglos: Alice Coltrane y Santana Band) – 4:11
2. "Love, Devotion, and Surrender" (Kermode, Santana) – 3:38
3. " Samba de Sausalito" (Areas) – 3:11
4. "When I Look into Your Eyes" (Coster,  Shrieve) – 5:52
5. "Yours Is the Light" (Kermode, Shrieve) – 5:47

### Cara 2
1. "Mother Africa" ( Mann; arr.: Coster, Santana) – 5:55
2. "Light of Life" (Coster, Kermode, Santana) – 3:52
3. "Flame Sky" (McLaughlin, Rauch, Santana) – 11:33
4. "Welcome" (John Coltrane) – 6:35